# Cisto dentígero
O cisto dentígero (também chamado de cisto folicular) é um cisto odontogênico do desenvolvimento, sendo considerado o cisto do desenvolvimento mais comum, e o segundo cisto odontogênico mais prevalente (atrás apenas do cisto radicular).

## Sinais e sintomas
O cisto dentígero é de crescimento lento e normalmente assintomático, a menos que se torne infectado secundariamente, gerando dor e edema local. Ele afeta dentes inclusos, causando atraso na erupção dentária. Entretanto, cistos de tamanho muito exuberante podem gerar sintomas importantes ao comprimir estruturas anatômicas adjacentes, como diplopia e obstrução nasal.
São normalmente únicos, mas cistos dentígeros bilaterais ou múltiplos podem ocorrer e estão associados a síndromes como a síndrome do nevo basocelular (síndrome de Gorlin-Goltz), mucopolissacaridose e displasia cleidocraniana.
A atual classificação da OMS extinguiu o cisto de erupção, passando a considerá-lo uma variante periférica (gengival) do cisto dentígero.

## Aspectos radiográficos e histológicos

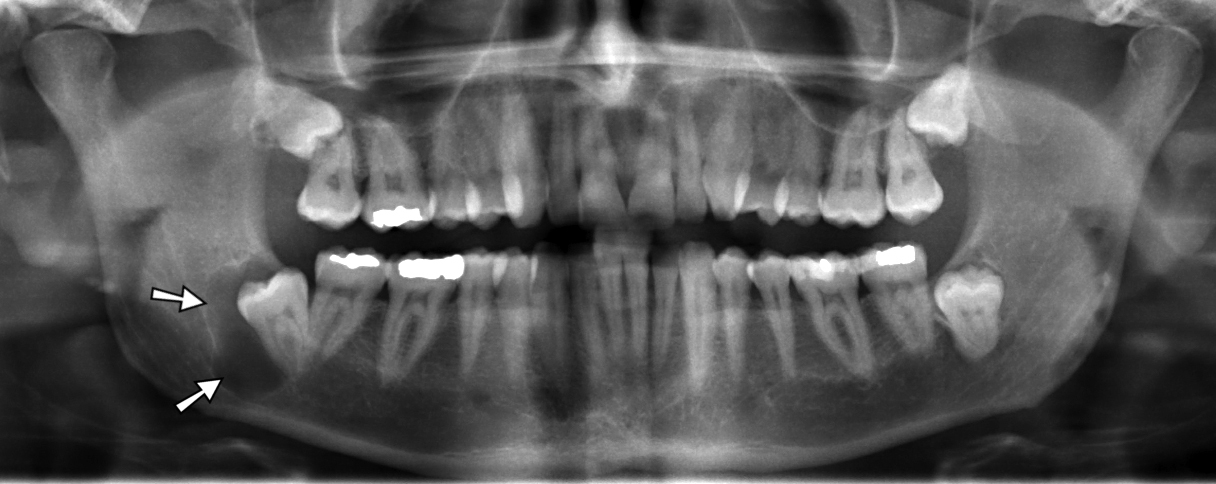
Radiografia panorâmica mostrando terceiro molar inferior direito (siso) impactado com cisto dentígero (seta).

Radiograficamente, o cisto dentígero se apresenta como uma lesão radiolúcida bem delimitada unilocular, frequentemente com uma borda radiopaca esclerótica, ao redor da coroa de um dente incluso. Suspeita-se de um cisto dentígero quando o espaço do folículo dentário é maior que 5 mm.
Possui algumas variantes radiográficas:
- Central: a mais comum, em que o cisto circunda a coroa do dente, partindo da junção amelocementária;
- Lateral: geralmente associada a terceiros molares inferiores mesioangulados parcialmente erupcionados, o cisto se desenvolve lateralmente à raiz e circunda parte da coroa;
- Circunferencial: o cisto recobre a coroa e se estende rumo à raiz, dando a impressão de que o dente emerge do cisto.

Histologicamente, o cisto dentígero é caracterizado por ser uma cavidade revestida por epitélio escamoso estratificado não queratinizado de 2-4 camadas, revestido por uma cápsula de tecido conjuntivo. Pode haver presença de células mucosas, células colunares ciliadas ou células adiposas no epitélio, ou até células sebáceas.

## Causas
Há algumas teorias de por que o cisto dentígero se forma:
- Teoria intrafolicular: o cisto dentígero ocorre quando há acúmulo de fluido entre a coroa do dente e o epitélio do esmalte, dilatando o folículo, durante a formação da coroa;
- Teoria da hipoplasia do esmalte: sugere que o cisto se forma após a degeneração do retículo estrelado;
- Teoria de Main: o cisto dentígero é o resultado de uma pressão hidrostática exercida por um dente impactado no folículo, gerando a separação da coroa impactada do folículo.

## Epidemiologia
É o cisto odontogênico do desenvolvimento mais comum, e o segundo cisto odontogênico mais comum, representando 24% de todos os cistos bucomaxilofaciais. Afeta mais homens do que mulheres, e sua prevalência é maior na segunda e terceira décadas de vida. Afeta principalmente terceiros molares (dentes sisos) e caninos superiores.

## Diagnóstico
O cisto dentígero é associado a um dente impactado, e é diagnosticado frequentemente quando há erupção parcial ou atraso na erupção de um dente, e seu diagnóstico é clínico e radiográfico. Entretanto, recomenda-se o exame anatomopatológico para afastar a possibilidade de outras lesões. O cisto de erupção é de diagnóstico clínico.
O diagnóstico diferencial do cisto dentígero inclui:
- Queratocisto odontogênico;
- Cisto primordial;
- Tumor odontogênico epitelial calcificante;
- Tumor odontogênico adenomatoide;
- Ameloblastoma unicístico;
- Ameloblastoma sólido unilocular;
- Fibroma ameloblástico;
- Odontoma;
- Cementoblastoma.

A história clínica do paciente é importante para o diagnóstico. Há relatos de casos na literatura demonstrando que a combinação de ciclosporina com bloqueadores de canal de cálcio (como nifedipino e anlodipino) originaram cistos dentígeros.

## Prognóstico e tratamento
O cisto de erupção tem excelente prognóstico e é autolimitante, e o cisto se rompe sozinho com a erupção do dente.
O cisto dentígero possui bom prognóstico em geral, com a recidiva sendo bastante rara, especialmente após a remoção total do cisto (enucleação) e extração do dente associado, que é considerado o tratamento de escolha para a lesão. Pode-se usar terapias mais conservadoras como a marsupialização para cistos cujo dente deseja-se manter, ou que possui tamanho grande e risco de fratura patológica da mandíbula.
Porém, é importante ressaltar que restos patológicos deixados no sítio durante a marsupialização podem originar um ameloblastoma, carcinoma escamoso ou carcinoma mucoepidermoide intraósseo a partir das células do epitélio do cisto dentígero depois de um longo período de inflamação crônica.